# زبان تتومی
زبان تتومی یک زبان زبان‌های آسترونزیایی است که در جزیره تیمور سخن گفته می‌شود. این زبان یکی از زبان‌های رسمی تیمور شرقی است. 